# Jimmy Floyd Hasselbaink
Jerrel Hasselbaink (Paramaribo, Surinam, 27. ožujka 1972.), poznatiji kao Jimmy Floyd Hasselbaink, je bivši nizozemski nogometaš i nacionalni reprezentativac. Nakon prekida igračke karijere, Hasselbaink se posvetio trenerskom poslu.

## Karijera

### Klupska karijera

#### Nizozemska i Portugal
Jimmy Floyd Hasselbaink se rodio u bivšoj nizozemskoj koloniji Surinamu ali je svoju nogometnu karijeru započeo u Nizozemskoj igrajući za Telstar i AZ Alkmaar.
U kolovozu 1995. igrač potpisuje za portugalski klub Campomaiorense ali nakon jedne sezone u klubu prelazi u Boavistu. Za momčad iz Porta Hasselbaink je u 29 prvenstvenih utakmica zabio 20 golova te je u sezoni 1996./97. s Boavistom osvojio protugalski kup i Superkup.

#### Leeds United
Menadžer Leeds Uniteda George Graham doveo je Hasselbainka u klub u ljeto 1997. za dva milijuna GBP. Prvi gol za Leeds igrač je zabio već na premijerligaškom debiju protiv Arsenala a prvu sezonu u Engleskoj je završio sa 16 golova. Sljedeće sezone (1998./99.) Hasselbaink je u 36 utakmica zabio 18 golova te je nagrađen Zlatnom kopačkom FA Premier lige zajedno s Michaelom Owenom i Dwightom Yorkeom. Te sezone Leeds United je završio kao četvrti u prvenstvu.
Unatoč tome što je za Leeds igrao samo dvije godine, Jimmy Floyd Hasselbaink je označen kao jedan od najvećih igrača u povijesti kluba.

#### Atlético Madrid
Zbog toga što je odbio potpisati novi ugovor s Leeds Unitedom, Hasselbaink je odmah stavljen na transfer listu. Uskoro ga je za 12 milijuna GBP kupio madridski Atlético. Igrač se brzo adaptirao na španjolski stil igre te je u La Ligi zabio 24 gola u 34 utakmice.

#### Chelsea
Nakon svega jedne godine igranja u Španjolskoj, Hasselbaink se vraća u Englesku gdje ga za 15 milijuna GBP kupuje londonski Chelsea.
Tijekom prve sezone (2000./01.) igrač je za klub odigrao 35 prvenstvenih utakmica na kojima je ukupno zabio 23 pogodaka. Među tim golovima bio je i gol volejem protiv Manchester Uniteda i četiri gola u susretu protiv Coventry Cityja. Zbog toga mu je po drugi puta u karijeri uručena nagrada Zlatne kopačke FA Premier lige.
Prvi gol na početku sljedeće sezone Hasselbaink je zabio na gostovanju kod Southamptona. Tada su u Chelseaju napadački tandem činili Jimmy Floyd Hasselbaink i Eiður Guðjohnsen. Nizozemski igrač je te sezone za klub zabio ukupno 29 golova u svim natjecanjima a Chelsea se plasirao u finale FA Kupa koje je londonski klub izgubio s 2:0.
Floyd Hasselbaink je tijekom posljednje dvije sezone u klubu zabijao manje nego na početku jer su mu konkurencija u napadu postali Adrian Mutu i Hernán Crespo. Igrač je napustio klub završetkom sezone 2003./04. Za klub je nastupio u ukupno 177 utakmica na kojima je zabio 87 golova.

#### Middlesbrough
Kao slobodan igrač, Hasselbaink se pridružuje Middlesbroughu u ljeto 2004. U prvoj sezoni u novom klubu nastupio je u 36 prvenstvenih utakmica gdje je zabio 13 golova. Također, zabijao je za 1:0 pobjede protiv Evertona u Liga kupu te Grasshoppersa u Kupu UEFA. Od većih pobjeda tu je i ona od 4:1 protiv Manchester Uniteda gdje je Hasselbaink zabio drugi gol.
U svojoj drugoj i posljednjoj sezoni za klub, igrač je s Middlesbroughom igrao u finalu Kupa UEFA gdje su poraženi s 4:0 od Seville.

#### Charlton Ahtletic
Svoj prvi gol za Charlton Hasselbaink je zabio 9. rujna 2006. na gostovanju kod Chelseaja ali pogodak nije proslavio u znak poštovanja prema navijačima bivšeg kluba. Također, navijači Chelseaja su ga pozdravili gromoglasnim pljeskom. Uz Chelsea, Hasselbaink je zabio i bivšem klubu Middlesbroughu 13. siječnja 2007. I taj gol napadač nije proslavio u znak poštovanja prema navijačima Boroa.
Jimmy Floyd Hasselbaink je napustio Charlton Athletic krajem sezone 2006./07.

#### Cardiff City
Igrač se 14. kolovoza 2007. sam ponudio Leicester Cityju ali je klub kasnije odbio ponudu. Već nakon dva dana, 16. kolovoza je predsjednik Cardiff Cityja, Peter Ridsdale koji je radio s Hasselbainkom u Leeds Unitedu, doveo igrača u velški klub. Klub je s napadačem potpisao jednogodišnji ugovor a kolega u napadu mu je bio Robbie Fowler, bivša Liverpoolova zvijezda.
Zbog manjka kondicije, oba igrača su zajedno debitirala za novi klub u Liga kupu i 1:0 pobjedi protiv Leyton Orienta. Hasselbaink je za velški klub zabio prvi gol 19. rujna 2007. u prvenstvenom 2:1 porazu od Watforda.
Nakon impresivnog nastupa protiv Wolverhamptona u 5. kolu FA Kupa, igrač je nominiran za igrača kola zbog fantastičnog gola zabijenog iz kornera.
15. ožujka 2008. Hasselbaink je zaradio prvi crveni karton u susretu protiv Colchester Uniteda. Tada je isključen zbog prekršaja na protivničkom vrataru Deanu Gerkenu.
Jimmy Floyd Hasselbaink je s klubom nastupio u pet od šest utakmica FA Kupa a Cardiff City je tada po prvi puta nakon 81. godine čekanja, izborio nastup u finalu. U samome finalu Hasselbaink je igrao 70 minuta prije nego što ga je zamijenio Steve Thompson a pobijedio je Portsmouth s 1:0.
Na kraju sezone klub je odlučio da nizozemskom napadaču neće produžiti ugovor tako da je Hasselbaink napustio klub. To je ujedno bila i posljednja Hasselbainkova igračka sezona iako ga se neko vrijeme povezivalo s Norwich Cityjem ali je to 29. kolovoza 2008. opovrgnuo trener Norwicha, Glenn Roeder.

### Reprezentativna karijera
Hasselbaink je debitirao za Nizozemsku tek 1998. godine u 26. godini života. Nastupi u reprezentaciji su mu bili ograničeni zbog jake konkurencije u napadu koju su činili Dennis Bergkamp, Patrick Kluivert, Ruud van Nistelrooy, Pierre van Hooijdonk i Roy Makaay.
Igrač je s reprezentacijom nastupio na Svjetskom prvenstvu 1998. u Francuskoj. Na tom turniru bio je u početnom sastavu u prvoj utakmici skupine protiv Belgije.
Hasselbaink se od reprezentacije oprostio 2002. godine te je u dresu Oranja skupio 23 nastupa te je zabio 9 golova.

#### Pogoci za reprezentaciju
| #  | Datum              | Mjesto                  | Protivnik   | Pogodak | Rezultat | Natjecanje                                |
| -- | ------------------ | ----------------------- | ----------- | ------- | -------- | ----------------------------------------- |
| 1. | 1. lipnja 1998.    | Eindhoven, Nizozemska   | Paragvaj    | 5 – 1   | 5 – 1    | Prijateljska utakmica                     |
| 2. | 5. lipnja 1998.    | Amsterdam, Nizozemska   | Nigerija    | 1 – 0   | 5 – 1    | Prijateljska utakmica                     |
| 3. | 15. studenog 2000. | Sevilla, Španjolska     | Španjolska  | 1 – 1   | 2 – 1    | Prijateljska utakmica                     |
| 4. | 24. ožujka 2001.   | Barcelona, Španjolska   | Andora      | 2 – 0   | 5 – 0    | Kvalifikacije za SP u Koreji i Japanu 02' |
| 5. | 28. ožujka 2001.   | Porto, Portugal         | Portugal    | 1 – 0   | 2 – 2    | Kvalifikacije za SP u Koreji i Japanu 02' |
| 6. | 25. travnja 2001.  | Eindhoven, Nizozemska   | Cipar       | 1 – 0   | 4 – 0    | Kvalifikacije za SP u Koreji i Japanu 02' |
| 7. | 10. studenog 2001. | Kopenhagen, Danska      | Danska      | 1 – 0   | 1 – 1    | Prijateljska utakmica                     |
| 8. | 7. rujna 2002.     | Eindhoven, Nizozemska   | Bjelorusija | 3 – 0   | 3 – 0    | Kvalifikacije za EURO 04'                 |
| 9. | 20. studenog 2002. | Gelsenkirchen, Njemačka | Njemačka    | 2 – 1   | 3 – 1    | Prijateljska utakmica                     |

### Trenerska karijera
2009. Hasselbaink je trenirao u engleskom niželigašu Wokingu s ciljem da bude u formi te se polako počeo uhodavati u trenerski posao. Kasnije je vodio Chelseajinu U16 momčad te je na Nike Academy stekao UEFA-inu B i A trenersku licencu.
U srpnju 2011. Hasselbaink se pridružio trenerskom osoblju Nottingham Foresta gdje radi kao trener s A licencom UEFA-e do siječnja 2013. kada napušta klub nakon otkaza menadžeru Seanu O'Driscollu.

## Osvojeni trofeji

### Klupski trofeji
| Klub     | Trofej                     | Godina   |
| Portugal | Portugal                   | Portugal |
| -------- | -------------------------- | -------- |
| Boavista | Portugalski kup            | 1997.    |
| Boavista | Portugalski Superkup       | 1997.    |
| Engleska |                            |          |
| Chelsea  | Community Shield           | 2000.    |
| Chelsea  | Premier League Asia Trophy | 2003.    |

### Individualni trofeji
| Klub         | Trofej                           | Godina   |
| Engleska     | Engleska                         | Engleska |
| ------------ | -------------------------------- | -------- |
| Leeds United | Zlatnom kopačkom FA Premier lige | 1999.    |
| Chelsea      | Zlatnom kopačkom FA Premier lige | 2001.    |

## Vanjske poveznice
- Profil i statistika igrača na Wereldvanoranje.nl  Arhivirana inačica izvorne stranice od 26. veljače 2012. (Wayback Machine)
- Profil igrača na Cardiff City FC.co.uk
- Statistika igrača na Soccerbase.com  Arhivirana inačica izvorne stranice od 30. ožujka 2008. (Wayback Machine)